# Opperlandse taal- & letterkunde
Opperlandse taal- & letterkunde is een boek uit 1981 dat is gewijd aan bijzondere Nederlandse taalverschijnselen. Het werd geschreven door 'Battus', een van de vele pseudoniemen van Hugo Brandt Corstius.
Het boek is een bonte verzameling van woord- en taalspelletjes zoals lipogrammen, pangrammen, palindromen, lange woorden. Allerlei bekende taalspelletjes zijn in het werk verzameld, samen met een hoop andere taalkundige rariteiten. De oorspronkelijke uitgave van 1981 bevat 10 hoofdstukken (genummerd van 0 tot en met 9), waarin op humoristische wijze wordt omgesprongen met de Nederlandse taal.

## Inhoud
In hoofdstuk 0, getiteld Program, inclusief de Grondwet van Opperland, wordt uiteengezet wat Opperlands is:
Opperlands is Nederlands met vakantie. Opperlands is Nederlands zonder het akelige nut dat aan die taal nu eenmaal kleeft. Opperlandse woorden en Opperlandse zinnen zien er op het eerste gezicht net zo uit als Nederlandse woorden en Nederlandse zinnen. Maar Opperlands is dan ook bedoeld voor het tweede gezicht.

## Heruitgave
Brandt Corstius publiceerde in 2002 een herziene editie, getiteld Opperlans! Taal- & letterkunde: Tweede, geheel herziene, aangevulde, gesystematiseerde, van nieuwe fouten voorziene, absoluut allerlaatste internet-editie, voor u gedownload in 676 gedrukte bladzijden.
Deze editie bevat 676 hoofdstukken, genummerd van aa tot zz. In 2007 volgde een soort 'index' hierop, Opperlans woordenboek.